# 高岡市
高岡市（日语：／ Takaoka shi */?）為位於日本富山縣西部的城市，也是縣內人口第二多的城市，僅次於縣廳所在地富山市。西側為與石川縣相隔的寶達丘陵，北側則為與冰見市分隔的二上丘陵，東半部則屬於礪波平原及射水平原。當地過去以製造佛鐘、法器的高岡銅器而聞名，與高岡漆器和高岡佛壇同為本地代表性的的傳統產業。20世紀後，高岡市逐漸成為鋁製品的生產重心，日本的鋁建材公司三協立山的本社即位於此。 高岡市也是漫畫哆啦A夢的作者藤子·F·不二雄的出生地。

## 人口
富山縣西北部的區域以高岡市為中心，形成了高岡都市圏，其範圍涵蓋了周邊的射水市、冰見市及礪波市。
| 高岡市人口分布圖 |                                               |  |
| 高岡市與日本全國年齡別人口分布比較圖 （2005年資料） | 高岡市的年齡、男女別人口分布圖 （2005年資料） |  |
| ■紫色是高岡市 ■綠色是全国 | ■藍色是男性 ■紅色是女性                       |  |
| 高岡市人口變化 \| 1970年 \| 170,841人 \| \| \| 1975年 \| 181,151人 \| \| \| 1980年 \| 186,900人 \| \| \| 1985年 \| 188,006人 \| \| \| 1990年 \| 187,869人 \| \| \| 1995年 \| 186,827人 \| \| \| 2000年 \| 185,682人 \| \| \| 2005年 \| 181,229人 \| \| \| 2010年 \| 176,061人 \| \| \| 2015年 \| 172,125人 \| \| \| 2020年 \| 166,393人 \| \| |                                               |  |
| 資料來源：日本總務省統計中心提供之人口普查數據 |                                               |  |
| 1970年 | 170,841人                                     |  |
| 1975年 | 181,151人                                     |  |
| 1980年 | 186,900人                                     |  |
| 1985年 | 188,006人                                     |  |
| 1990年 | 187,869人                                     |  |
| 1995年 | 186,827人                                     |  |
| 2000年 | 185,682人                                     |  |
| 2005年 | 181,229人                                     |  |
| 2010年 | 176,061人                                     |  |
| 2015年 | 172,125人                                     |  |
| 2020年 | 166,393人                                     |  |

## 歷史
現在的高岡市轄區過去在令制國時代屬於越中國，東北部屬於射水郡，西南部屬於礪波郡；八世紀時越中國的國府曾設於首府設於現在的小矢部川出海口西側的伏木地區，成為當時越中國的政治中心；奈良時代的詩人大伴家持就曾在746年至751年期間被派至此地擔任國司，在此期間亦持續創作了多首與本地相關的詩歌，讓此地得到了「萬葉之里」的稱號，「萬葉」也因此成為本地的一個地名。
1609年前田利長在此建立關野城作為退休隱居後的住所，前田利長在入住前引用詩經‧大雅‧生民之什‧卷阿的「鳳鳳皇鳴矣，於彼高岡。」，將本地命名為高岡城，期望此地可以繁榮發展；雖然1615年高岡城因一國一城令而廢棄不再使用，但加賀藩將此地轉以商業城市發展，在此設立高岡奉行所，並設置米倉庫、鹽倉庫、火藥倉庫等番所以維持本地的軍事機能，使得原本的高岡城下町區域得以持續發展。
19世紀末明治維新實施廢藩置縣後，最初屬於金澤縣，在1871年的第一次府縣整併後，位於射水郡的區域被劃入新設立的七尾縣，位於礪波郡的區域則被劃入也是新設立的新川縣；不過在1876年的第二次府縣整併中，七尾縣和新川縣又被併入由原金澤縣更名而成的石川縣，直到1883年才隸屬新設立的富山縣。
1889年日本開始實施市制，高岡成為當時全日本第一批設立的「市」級行政區劃之一，成為高岡市。最初的高岡市的轄區為過去高岡城下町為主，現在的高岡市轄區在1889年時還包括當時周邊的掛開發村、下關村、野村、牧野村、能町村、伏木町、二上村、守山村、西條村、橫田村、佐野村、二塚村、太田村、福田村、國吉村、東五位村、石堤村、小勢村、立野村、戶出町、醍醐村、是戶村、北般若村、般若野村、中田町、福岡町、山王村、大瀧村、西五位村、五位山村、赤丸村共31個町村的轄區，高岡市自1910年代至1960年代期間，陸續將周邊的町村併入，而位於西南部的六個町村則是被整併為福岡町。
2000年代日本政府開始推動平成大合併，高岡市與福岡町也因此在2005年合併為新的高岡市。

### 變遷表
| 1896年4月1日 | 1896年 - 1912年 | 1912年 - 1944年            | 1912年 - 1944年            | 1945年 - 1954年            | 1945年 - 1954年            | 1955年 - 1989年          | 1989年 - 現在              | 現在                       |
| ------------ | --------------- | -------------------------- | -------------------------- | -------------------------- | -------------------------- | ------------------------ | -------------------------- | -------------------------- |
| 新湊町       | 新湊町          | 新湊町                     | 1942年10月2日 併入高岡市   | 1951年1月1日 新湊町        | 1951年3月15日 新湊市       | 1951年3月15日 新湊市     | 2005年11月1日 合併為射水市 | 2005年11月1日 合併為射水市 |
| 牧野村       | 牧野村          | 1940年12月1日 併入新湊町   | 1942年10月2日 併入高岡市   | 1951年1月1日 牧野村        | 1951年4月4日 併入高岡市    | 高岡市                   | 2005年11月1日 合併為高岡市 | 2005年11月1日 合併為高岡市 |
| 高岡市       | 高岡市          | 高岡市                     | 高岡市                     | 高岡市                     | 高岡市                     | 高岡市                   | 2005年11月1日 合併為高岡市 | 2005年11月1日 合併為高岡市 |
| 掛開發村     | 掛開發村        | 1917年5月15日 併入高岡市   | 高岡市                     | 高岡市                     | 高岡市                     | 高岡市                   | 2005年11月1日 合併為高岡市 | 2005年11月1日 合併為高岡市 |
| 下關村       | 下關村          | 1925年8月1日 併入高岡市    | 高岡市                     | 高岡市                     | 高岡市                     | 高岡市                   | 2005年11月1日 合併為高岡市 | 2005年11月1日 合併為高岡市 |
| 西條村       | 西條村          | 1928年6月1日 併入高岡市    | 高岡市                     | 高岡市                     | 高岡市                     | 高岡市                   | 2005年11月1日 合併為高岡市 | 2005年11月1日 合併為高岡市 |
| 橫田村       |                 | 1928年6月1日 併入高岡市    | 高岡市                     | 高岡市                     | 高岡市                     | 高岡市                   | 2005年11月1日 合併為高岡市 | 2005年11月1日 合併為高岡市 |
| 二上村       | 二上村          | 1933年8月1日 併入高岡市    | 高岡市                     | 高岡市                     | 高岡市                     | 高岡市                   | 2005年11月1日 合併為高岡市 | 2005年11月1日 合併為高岡市 |
| 野村         | 野村            | 野村                       | 1942年4月1日 併入高岡市    | 高岡市                     | 高岡市                     | 高岡市                   | 2005年11月1日 合併為高岡市 | 2005年11月1日 合併為高岡市 |
| 能町村       |                 |                            | 1942年4月1日 併入高岡市    | 高岡市                     | 高岡市                     | 高岡市                   | 2005年11月1日 合併為高岡市 | 2005年11月1日 合併為高岡市 |
| 伏木町       |                 |                            | 1942年4月1日 併入高岡市    | 高岡市                     | 高岡市                     | 高岡市                   | 2005年11月1日 合併為高岡市 | 2005年11月1日 合併為高岡市 |
| 守山村       |                 |                            | 1942年4月1日 併入高岡市    | 高岡市                     | 高岡市                     | 高岡市                   | 2005年11月1日 合併為高岡市 | 2005年11月1日 合併為高岡市 |
| 佐野村       |                 |                            | 1942年4月1日 併入高岡市    | 高岡市                     | 高岡市                     | 高岡市                   | 2005年11月1日 合併為高岡市 | 2005年11月1日 合併為高岡市 |
| 二塚村       |                 |                            | 1942年4月1日 併入高岡市    | 高岡市                     | 高岡市                     | 高岡市                   | 2005年11月1日 合併為高岡市 | 2005年11月1日 合併為高岡市 |
| 福田村       | 福田村          | 福田村                     | 福田村                     | 1949年1月1日 併入高岡市    | 高岡市                     | 高岡市                   | 2005年11月1日 合併為高岡市 | 2005年11月1日 合併為高岡市 |
| 國吉村       | 國吉村          | 國吉村                     | 國吉村                     | 國吉村                     | 1951年3月17日 併入高岡市   | 高岡市                   | 2005年11月1日 合併為高岡市 | 2005年11月1日 合併為高岡市 |
| 太田村       | 太田村          | 太田村                     | 太田村                     | 太田村                     | 1953年10月5日 併入高岡市   | 高岡市                   | 2005年11月1日 合併為高岡市 | 2005年11月1日 合併為高岡市 |
| 東五位村     |                 |                            |                            |                            | 1953年10月5日 併入高岡市   | 高岡市                   | 2005年11月1日 合併為高岡市 | 2005年11月1日 合併為高岡市 |
| 石堤村       |                 |                            |                            |                            | 1953年10月5日 併入高岡市   | 高岡市                   | 2005年11月1日 合併為高岡市 | 2005年11月1日 合併為高岡市 |
| 小勢村       | 小勢村          | 小勢村                     | 小勢村                     | 小勢村                     | 1954年4月1日 併入高岡市    | 高岡市                   | 2005年11月1日 合併為高岡市 | 2005年11月1日 合併為高岡市 |
| 立野村       | 立野村          | 立野村                     | 立野村                     | 立野村                     | 立野村                     | 1955年4月1日 併入高岡市  | 2005年11月1日 合併為高岡市 | 2005年11月1日 合併為高岡市 |
| 戶出町       | 戶出町          | 戶出町                     | 戶出町                     | 戶出町                     | 1954年1月15日 合併為戶出町 | 1966年2月10日 併入高岡市 | 2005年11月1日 合併為高岡市 | 2005年11月1日 合併為高岡市 |
| 醍醐村       |                 |                            |                            |                            | 1954年1月15日 合併為戶出町 | 1966年2月10日 併入高岡市 | 2005年11月1日 合併為高岡市 | 2005年11月1日 合併為高岡市 |
| 是戶村       |                 |                            |                            |                            | 1954年1月15日 合併為戶出町 | 1966年2月10日 併入高岡市 | 2005年11月1日 合併為高岡市 | 2005年11月1日 合併為高岡市 |
| 北般若村     |                 |                            |                            |                            | 1954年1月15日 合併為戶出町 | 1966年2月10日 併入高岡市 | 2005年11月1日 合併為高岡市 | 2005年11月1日 合併為高岡市 |
| 般若野村     | 般若野村        | 般若野村                   | 般若野村                   | 般若野村                   | 1954年4月1日 合併為中田町  | 1966年2月10日 併入高岡市 | 2005年11月1日 合併為高岡市 | 2005年11月1日 合併為高岡市 |
| 中田町       |                 |                            |                            |                            | 1954年4月1日 合併為中田町  | 1966年2月10日 併入高岡市 | 2005年11月1日 合併為高岡市 | 2005年11月1日 合併為高岡市 |
| 福岡町       | 福岡町          | 1940年2月11日 合併為福岡町 | 1940年2月11日 合併為福岡町 | 1940年2月11日 合併為福岡町 | 1954年8月1日 合併為福岡町  | 福岡町                   | 2005年11月1日 合併為高岡市 | 2005年11月1日 合併為高岡市 |
| 山王村       |                 | 1940年2月11日 合併為福岡町 | 1940年2月11日 合併為福岡町 | 1940年2月11日 合併為福岡町 | 1954年8月1日 合併為福岡町  | 福岡町                   | 2005年11月1日 合併為高岡市 | 2005年11月1日 合併為高岡市 |
| 大瀧村       |                 | 1940年2月11日 合併為福岡町 | 1940年2月11日 合併為福岡町 | 1940年2月11日 合併為福岡町 | 1954年8月1日 合併為福岡町  | 福岡町                   | 2005年11月1日 合併為高岡市 | 2005年11月1日 合併為高岡市 |
| 西五位村     |                 |                            |                            |                            | 1954年8月1日 合併為福岡町  | 福岡町                   | 2005年11月1日 合併為高岡市 | 2005年11月1日 合併為高岡市 |
| 五位山村     |                 |                            |                            |                            | 1954年8月1日 合併為福岡町  | 福岡町                   | 2005年11月1日 合併為高岡市 | 2005年11月1日 合併為高岡市 |
| 赤丸村       | 赤丸村          | 赤丸村                     | 赤丸村                     | 赤丸村                     | 1954年9月15日 併入福岡町   | 福岡町                   | 2005年11月1日 合併為高岡市 | 2005年11月1日 合併為高岡市 |

## 交通

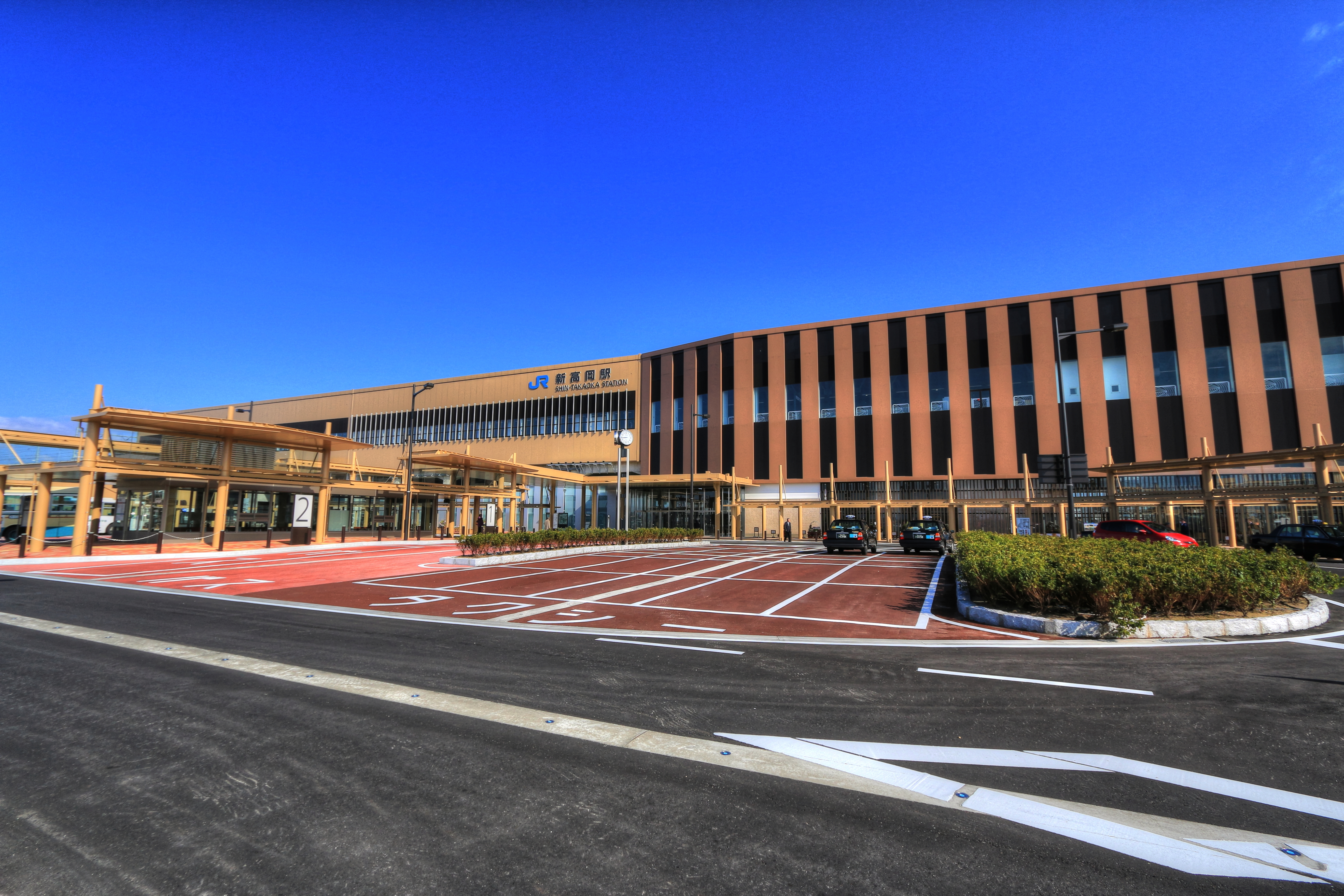
新高岡車站

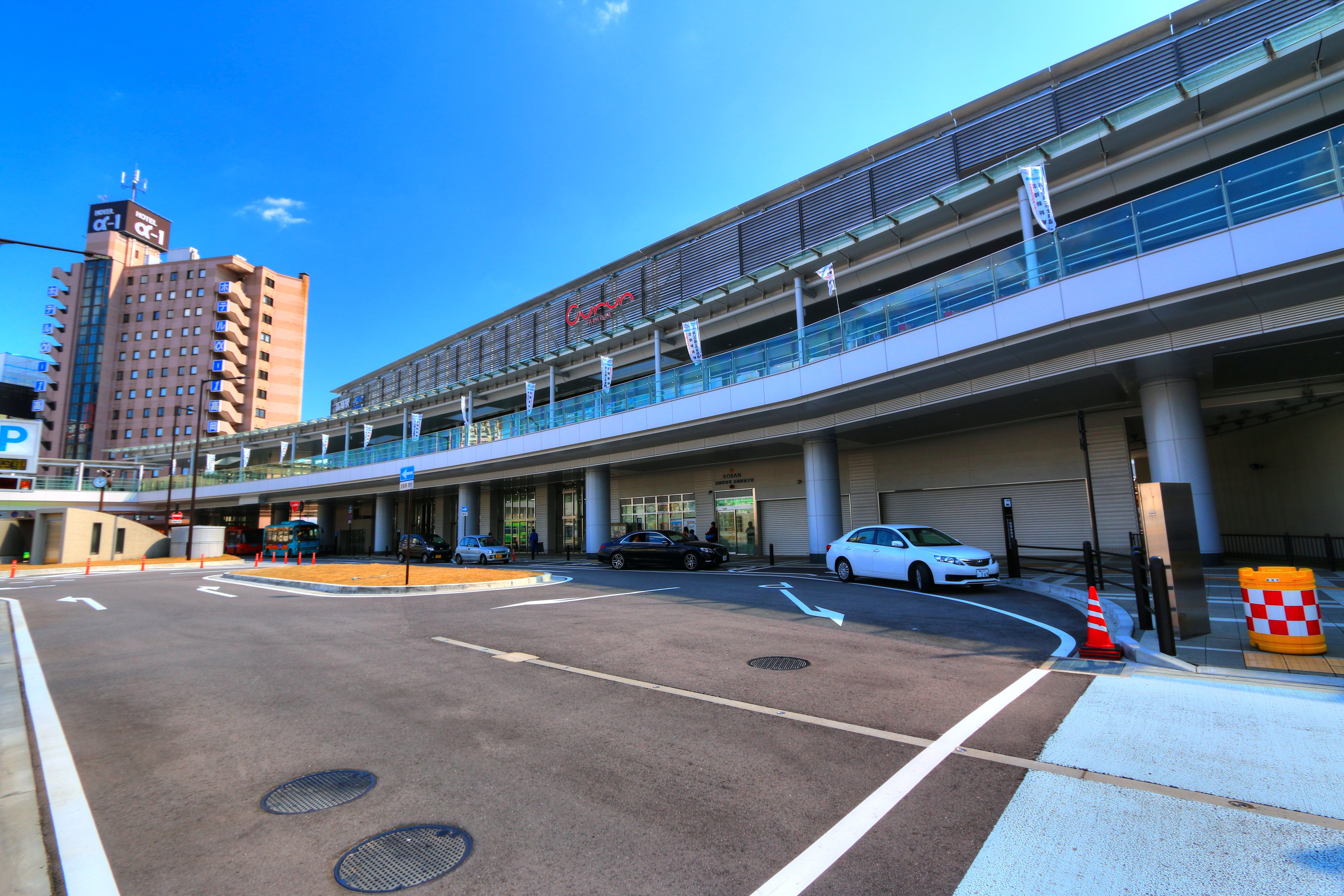
高岡車站

鐵路北陸新幹線、愛之風富山鐵道線為對外的主要交通路線，自新高岡車站經由新幹線，可在三小時內抵達東京和大阪，自高岡車站藉由愛之風富山鐵道線可在20分鐘內抵達富山，約45分鐘抵達金澤。
在市區的西側有高速公路能越自動車道以南北向通過，往南可接入北陸自動車道或東海北陸自動車道，接往北陸地方各地，或是繼續往南前往岐阜縣、愛知縣。
市區內的客運路線主要由加越能巴士所經營，以富山市為主要經營範圍的富山地方鐵道，其部分客運路線也會自富山市駛至高岡市內，射水市政府開設的射水市社區巴士同樣也有部分路線也會自射水市駛入高岡市內。過去高岡市政府也曾委託經營的高岡市社區巴士，不過自2018年由於財政困難已停止營運。

### 鐵路
- 西日本旅客鐵道
  - 北陸新幹線：（←射水市） - 新高岡車站 - （小矢部市→）
  - 冰見線：高岡車站 - 越中中川車站 - 能町車站 - 伏木車站 - 越中國分車站 - 雨晴車站 - （冰見市）
  - 城端線：高岡車站 - 新高岡車站 - 二塚車站 - 林車站 - 戶出車站 - （礪波市→）
- 日本貨物鐵道
  - 新湊線：能町車站 - 高岡貨物站
- 愛之風富山鐵道
  - 愛之風富山鐵道線：（←小矢部市）- 福岡車站 - 西高岡車站 - 高岡荊波車站 - 高岡車站（射水市→）
- 萬葉線
  - 高岡軌道線：高岡車站 - 末廣町站 - 片原町停留場 - 坂下町站 - 急患醫療中心前站 - 廣小路停留場 - 志貴野中學校前站 - 市民醫院前站 - 江尻站 - 旭丘站 - 荻布站 - 新能町站 - 米島口站 - 能町口站 - 新吉久站 - 吉久站 - （射水市） - （新湊港線）
  - 新湊港線：（高岡軌道線） - （射水市） - 中新湊車站 - （射水市）

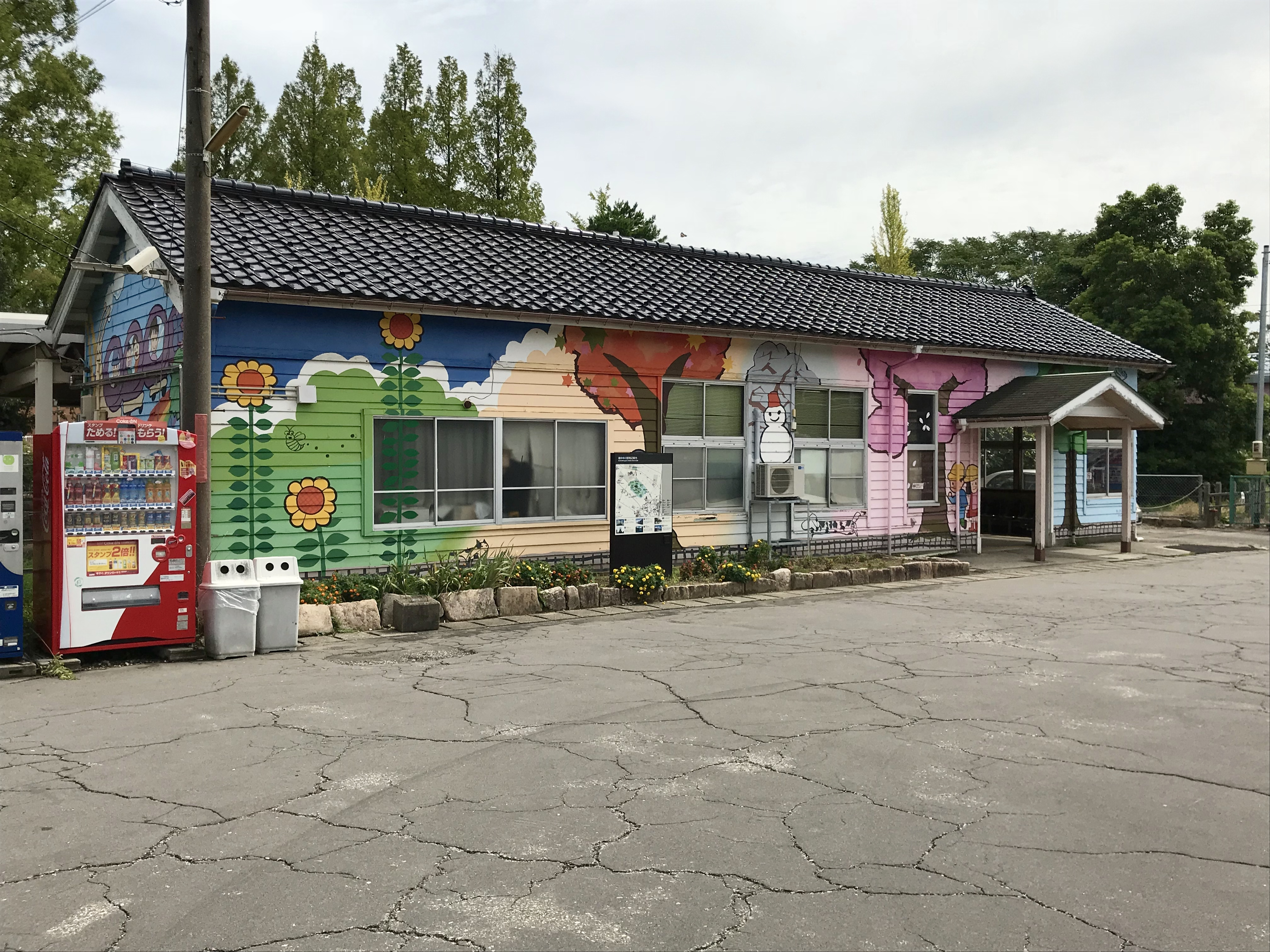
冰見線越中中川車站
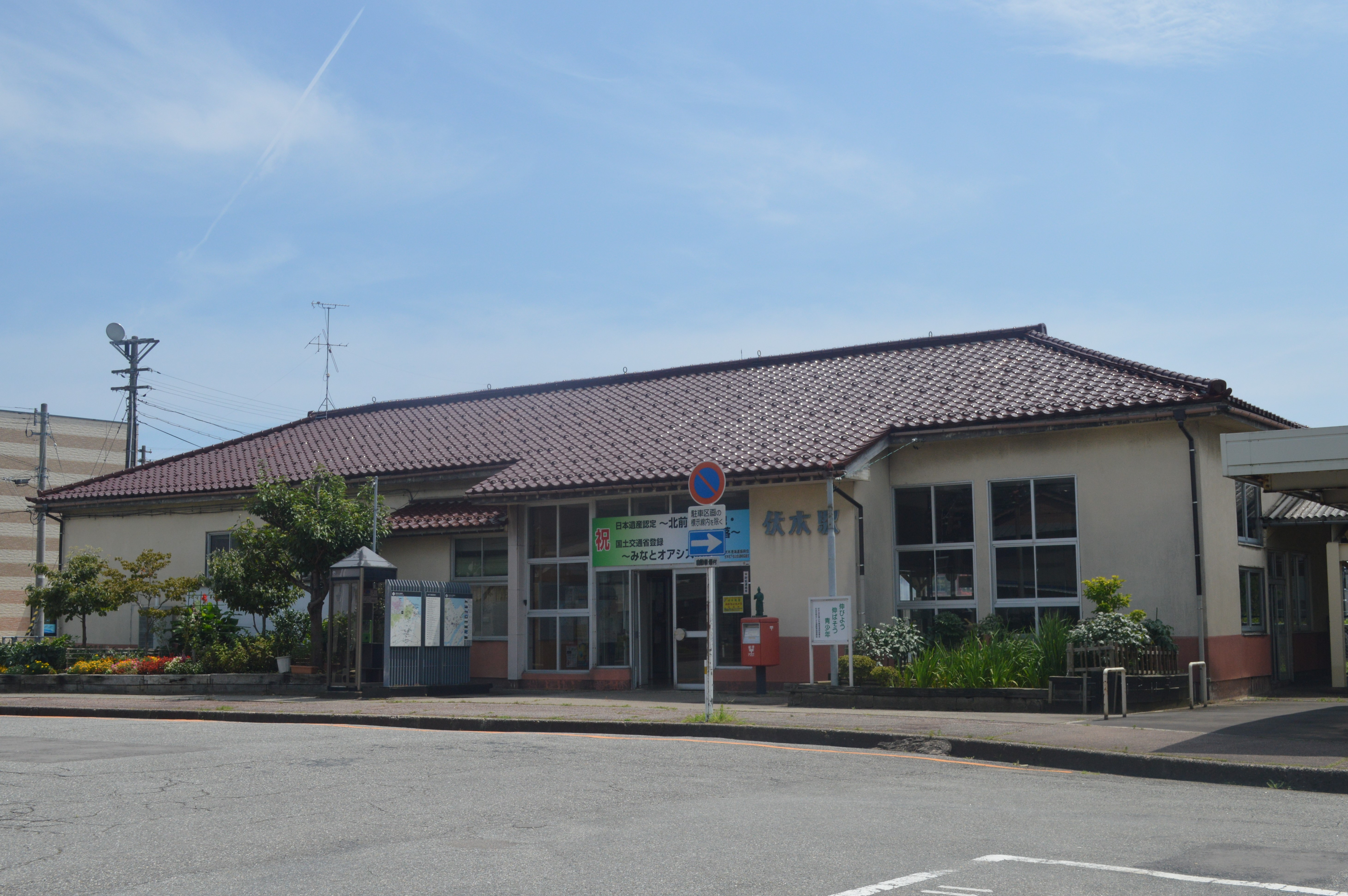
冰見線伏木車站
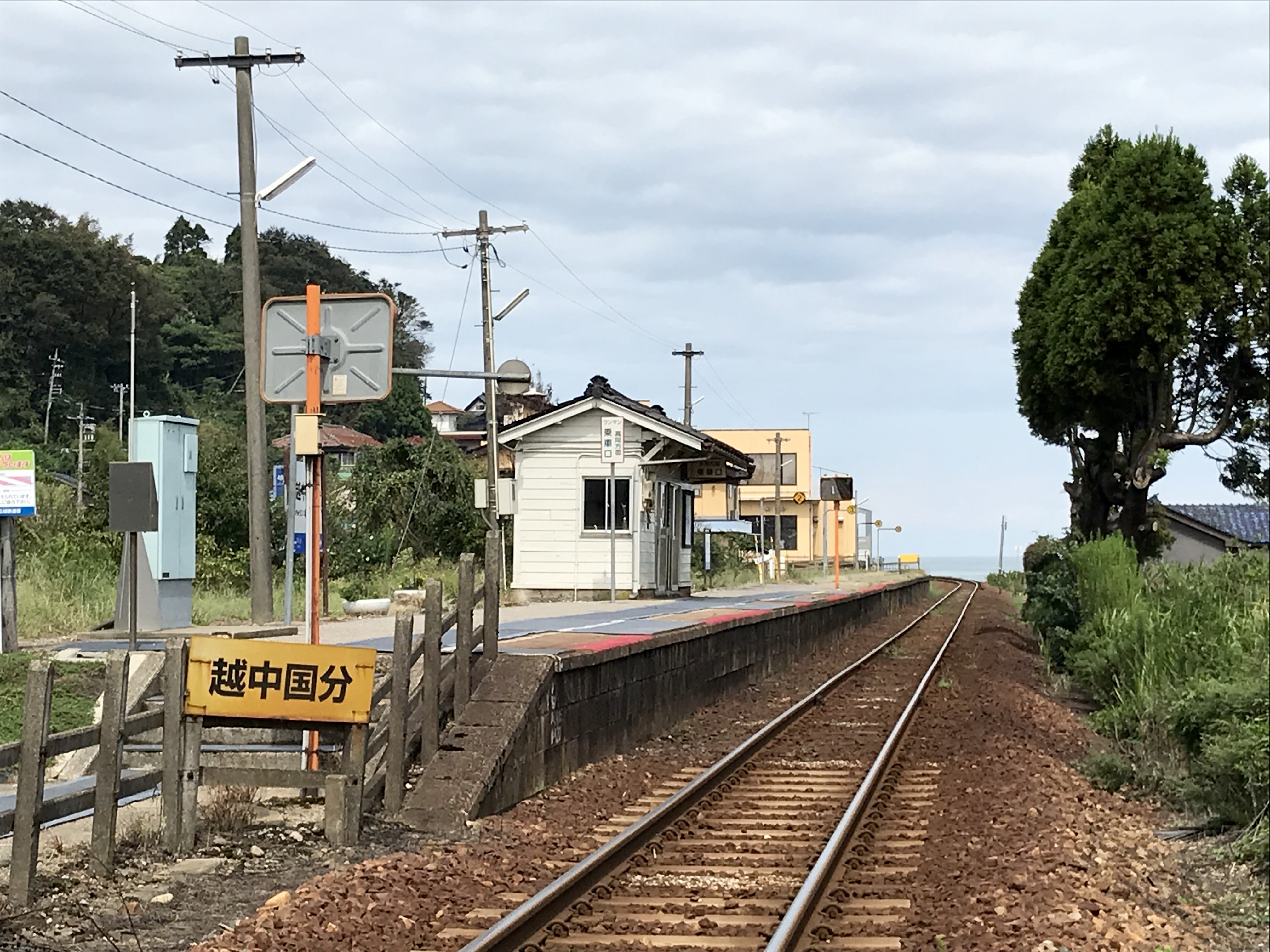
冰見線越中國分車站
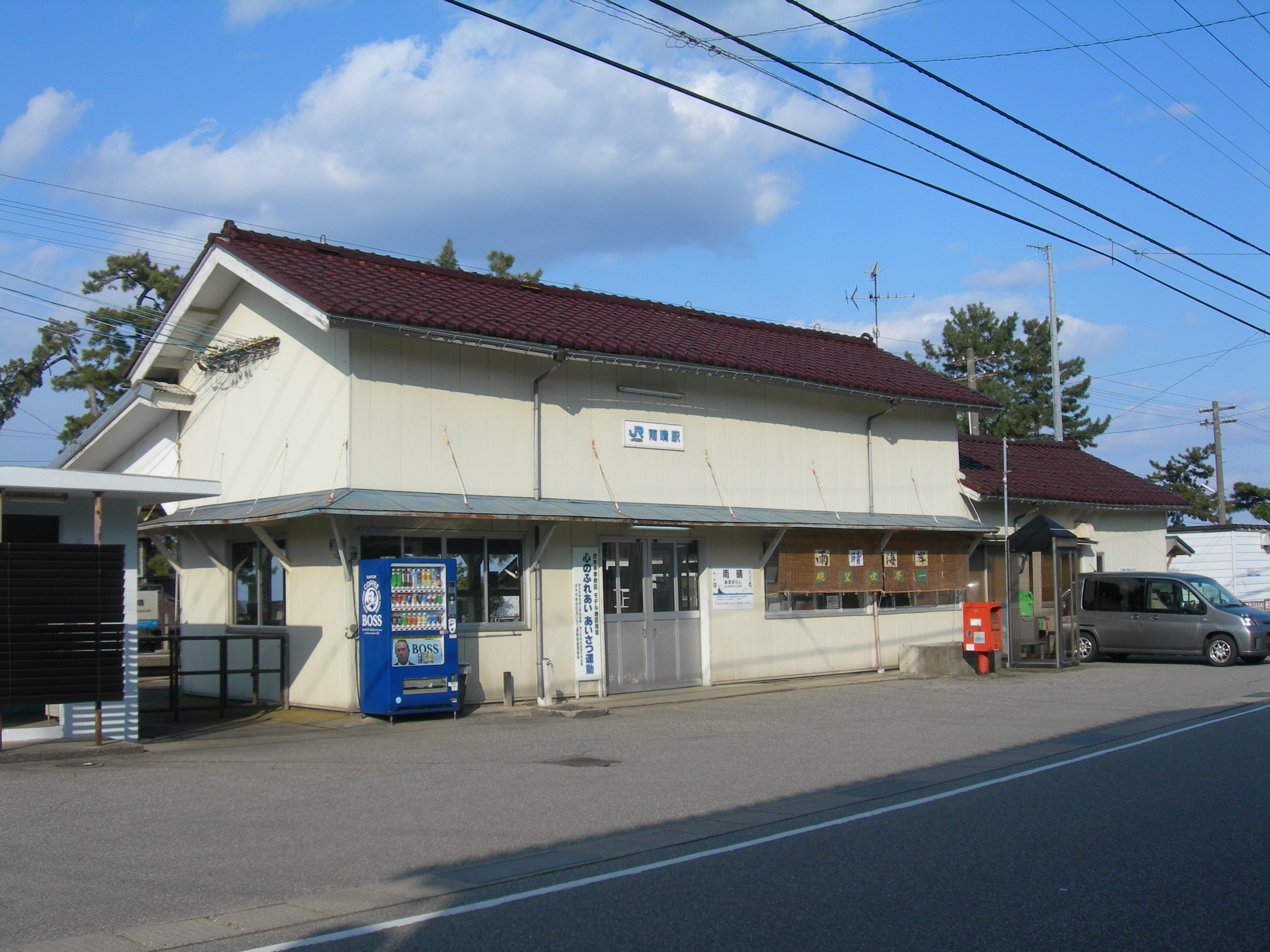
冰見線雨晴車站
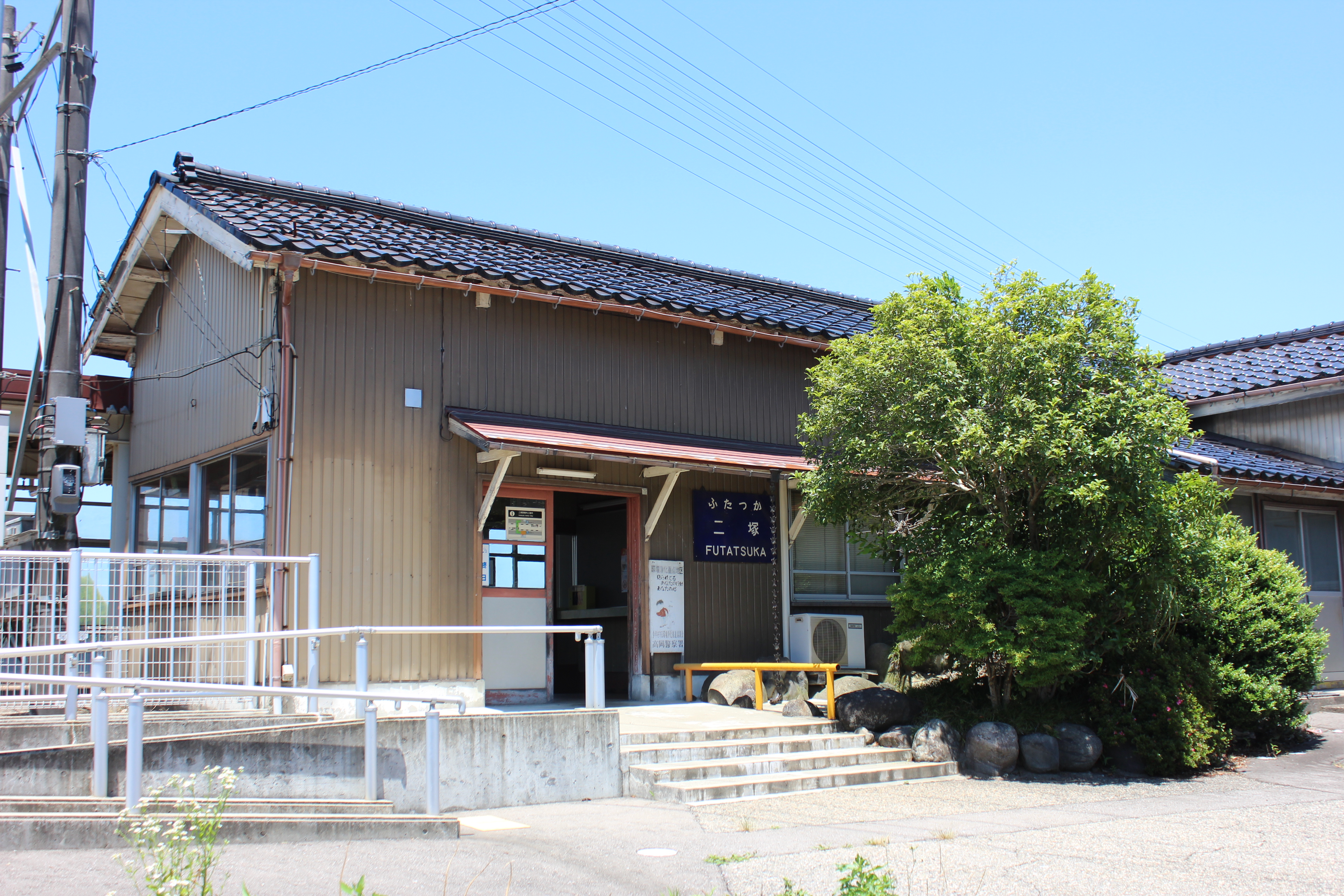
城端線二塚車站
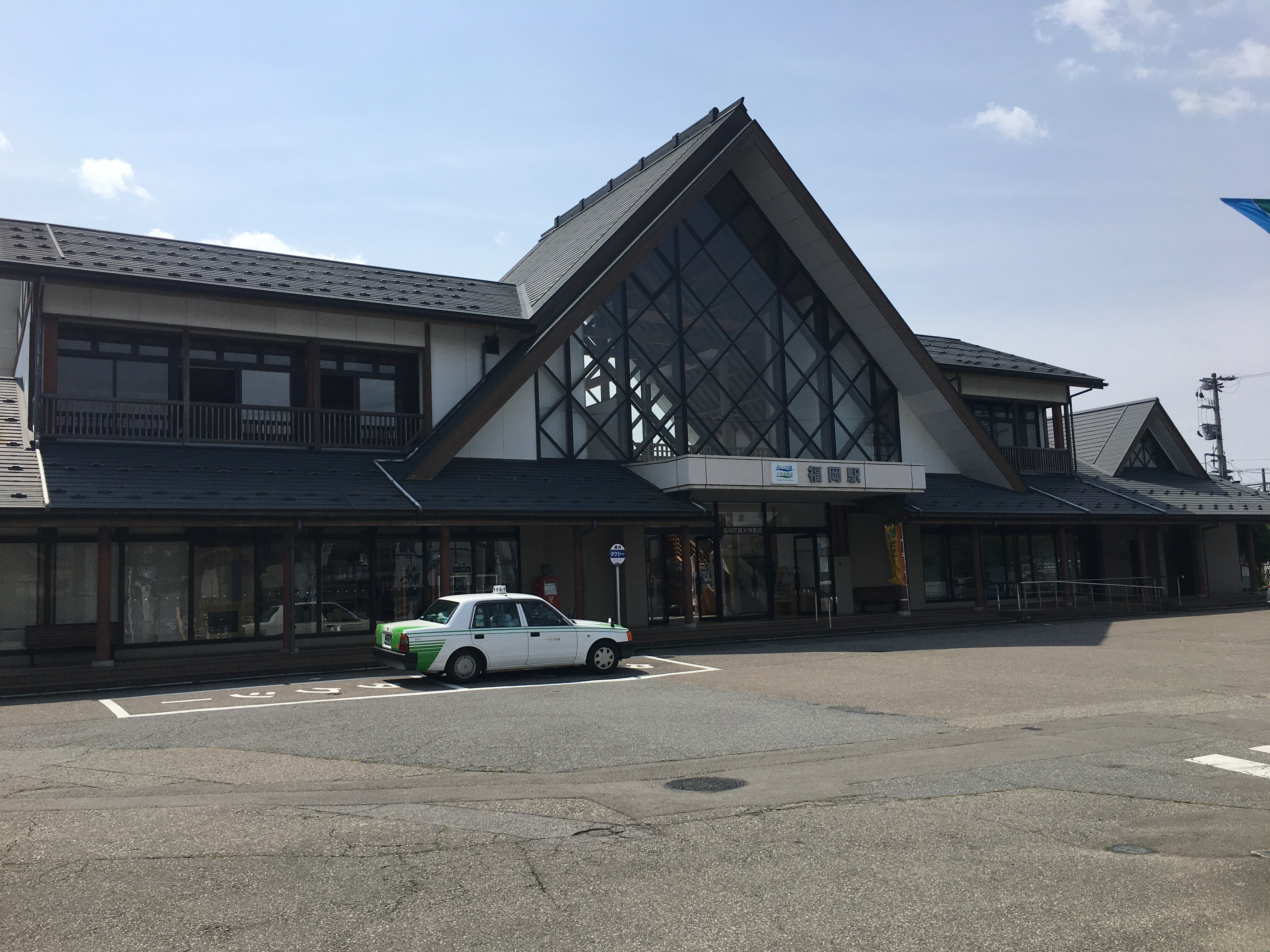
愛之風富山鐵道線福岡車站
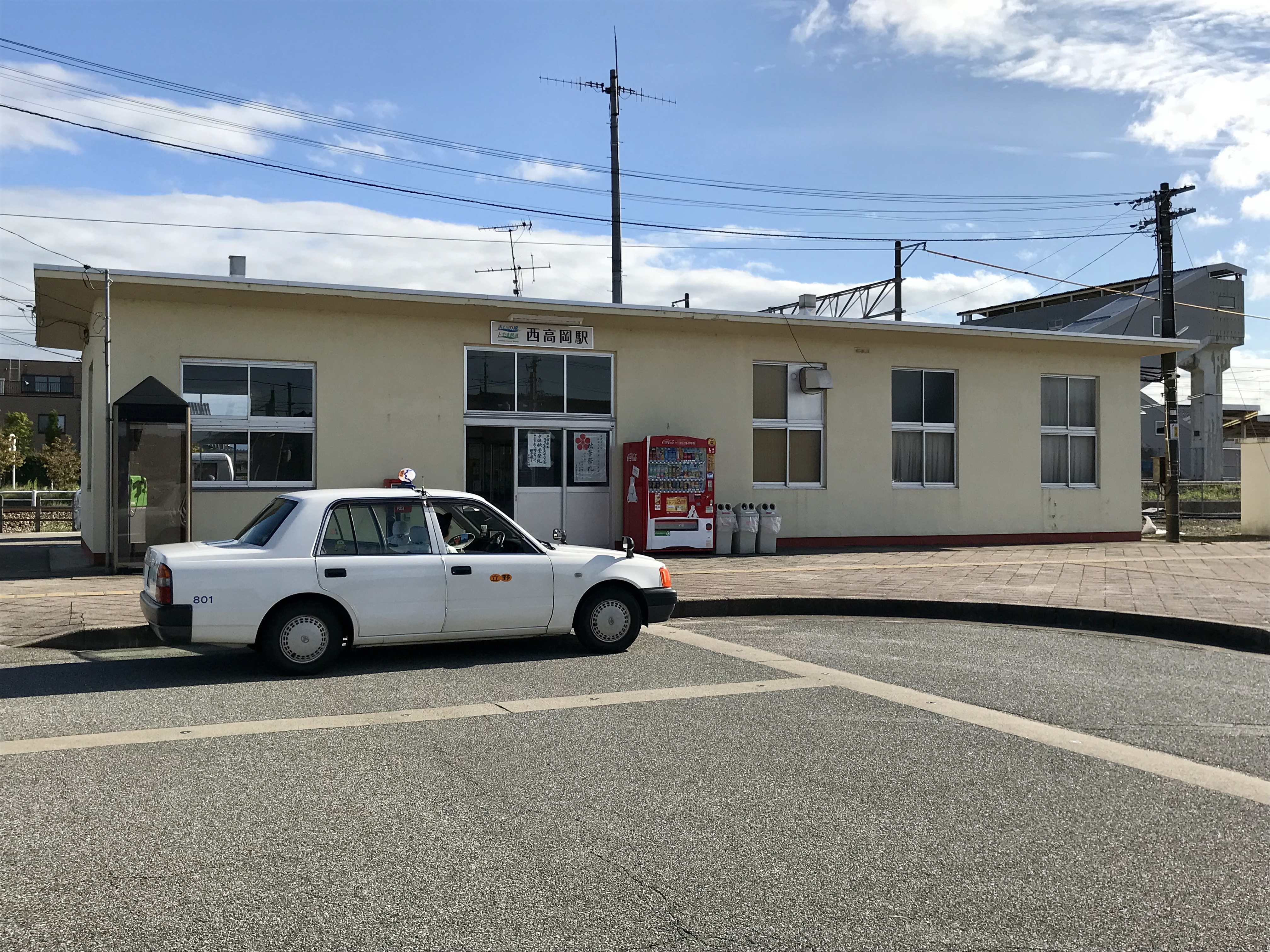
愛之風富山鐵道線西高岡車站
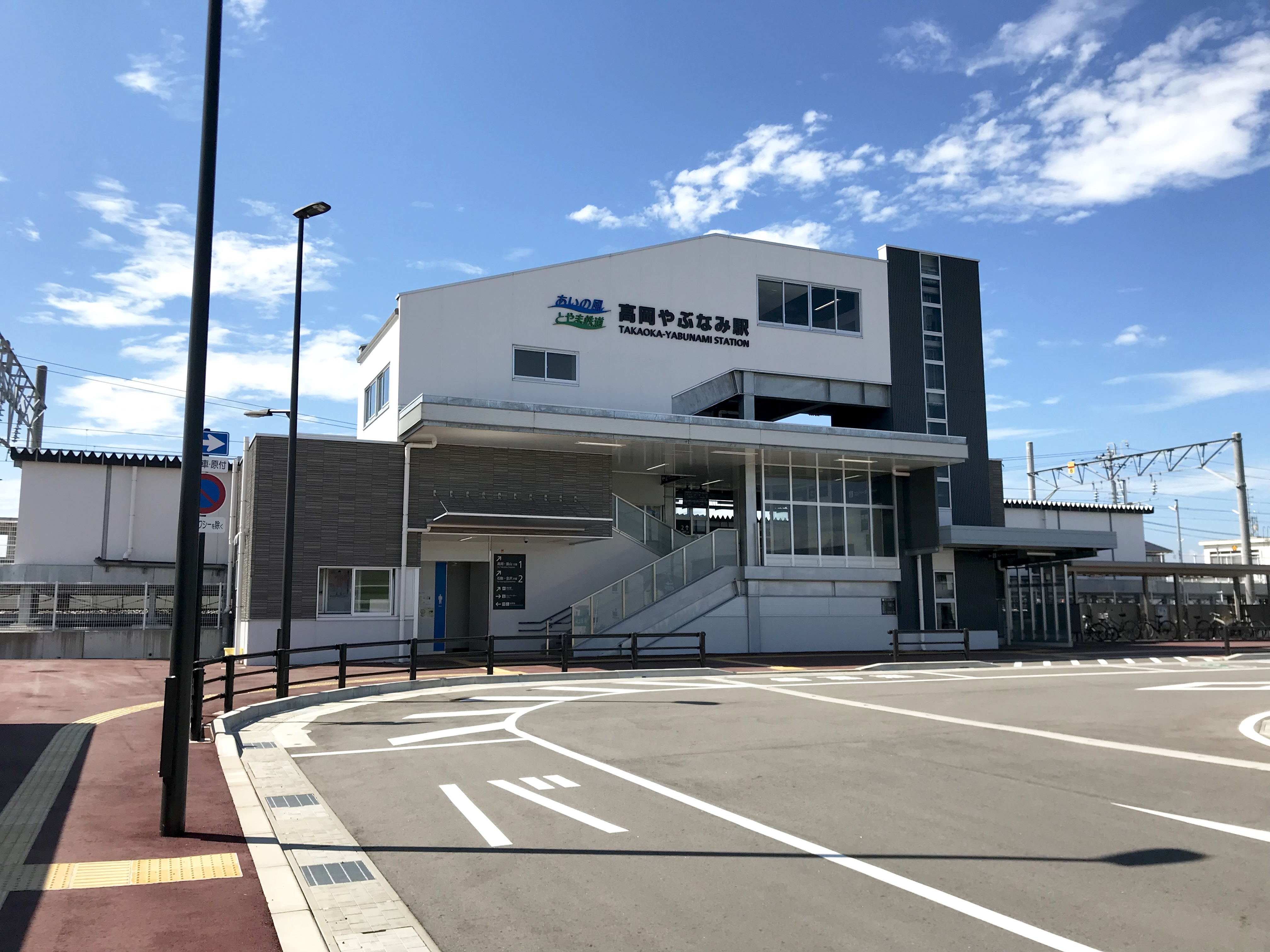
愛之風富山鐵道線高岡荊波車站

### 公路
高速公路
- 能越自動車道：（小矢部市） - 福岡交流道 - 福岡休息區（日语：福岡パーキングエリア） - 高岡交流道（日语：高岡インターチェンジ） - 高岡北交流道（日语：高岡北インターチェンジ） - （冰見市）

## 觀光資源
位於過去高岡城西側的山町筋及金屋町至今仍有許多過去的傳統建築被保存下來，兩地因此被日本政府列為重要傳統的建造物群保存地區。其中山町筋過去即為高岡城的城下町主要區域，高岡城雖然在1615年遭到拆除，但加賀藩仍特意維持本地的發展，使本地成為加賀藩內主要的商業集散據點，也使得此處至今仍保存有許多的土藏；在此於每年的4月30日會舉辦自17世紀初即流傳至今的高岡御車山祭，祭典中有七座「御車山」會參與遊行，高岡御車山祭也在2016年被联合国教育、科学及文化组织列為非物質文化遺產，此地也特別設立高岡御車山會館以展出「御車山」。
而在較為西側的金屋町則是過去高岡銅器鑄造產業的中心，也由於鑄造產業有用火的風險，才被安排在距離城下町較遠的區域，與山町筋之間也以千保川相隔，以鑄造產業為主的傳統建築也因此成為本區域的特色；目前高岡市政府在此也設有高岡市鑄物資料館，當地居民會於每年六月中舉辦「御印祭」以紀念過去前田利長促成本地發展鑄造產業的歷史。
在高岡城下町北側靠近小矢部川以及川出海口之間的吉久地區過去則是加賀藩在越中國最主要的米倉，過去也因此造就許多米商，因為米的交易而繁榮，此區域也在2020年政府列為重要傳統的建造物群保存地區。
位於過去高岡城南側的瑞龍寺是在17世紀初由前田利常為其父親前田利長所建立之菩提寺，現在寺內建築也大多是自17世紀保存至今，因此也大多被列為重要文化財，甚至是日本國寶。
在北部鄰富山灣的雨晴海岸以可以看見富山灣對面海拔高度超過3,000公尺的立山連峰之景色而聞名，現已被劃入能登半島國定公園，也列入日本海岸百選。

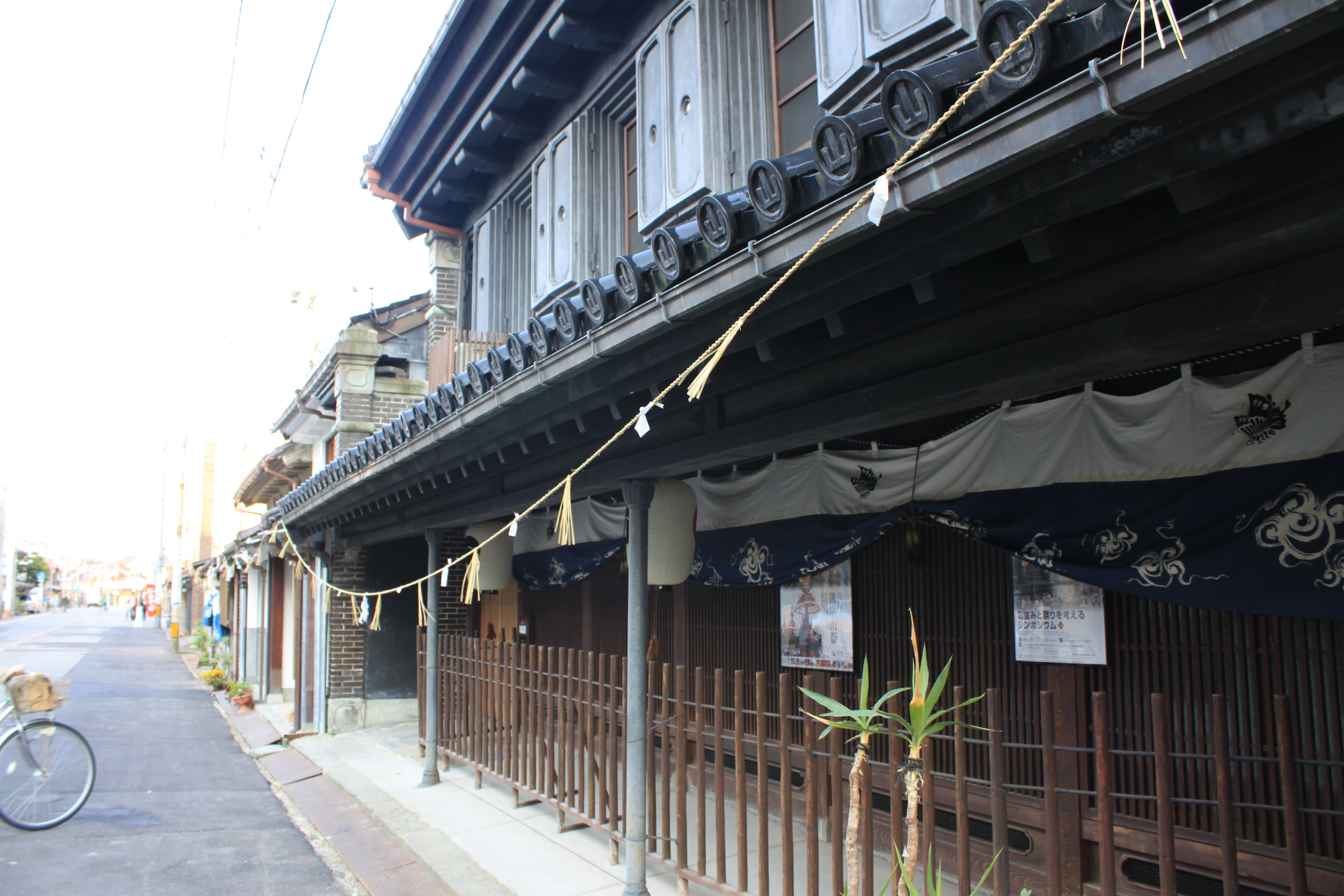
山町筋的街道
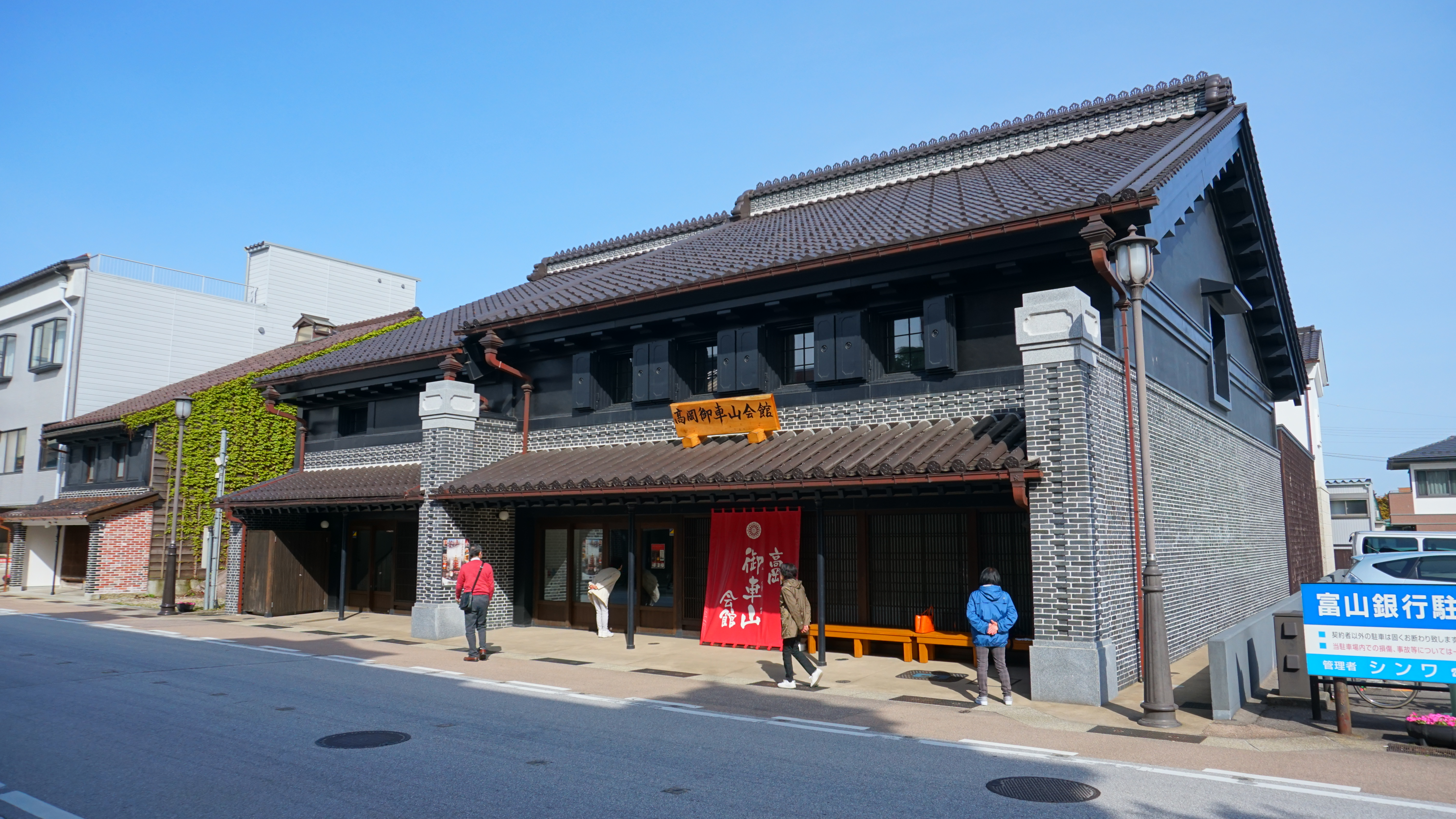
高岡御車山會館
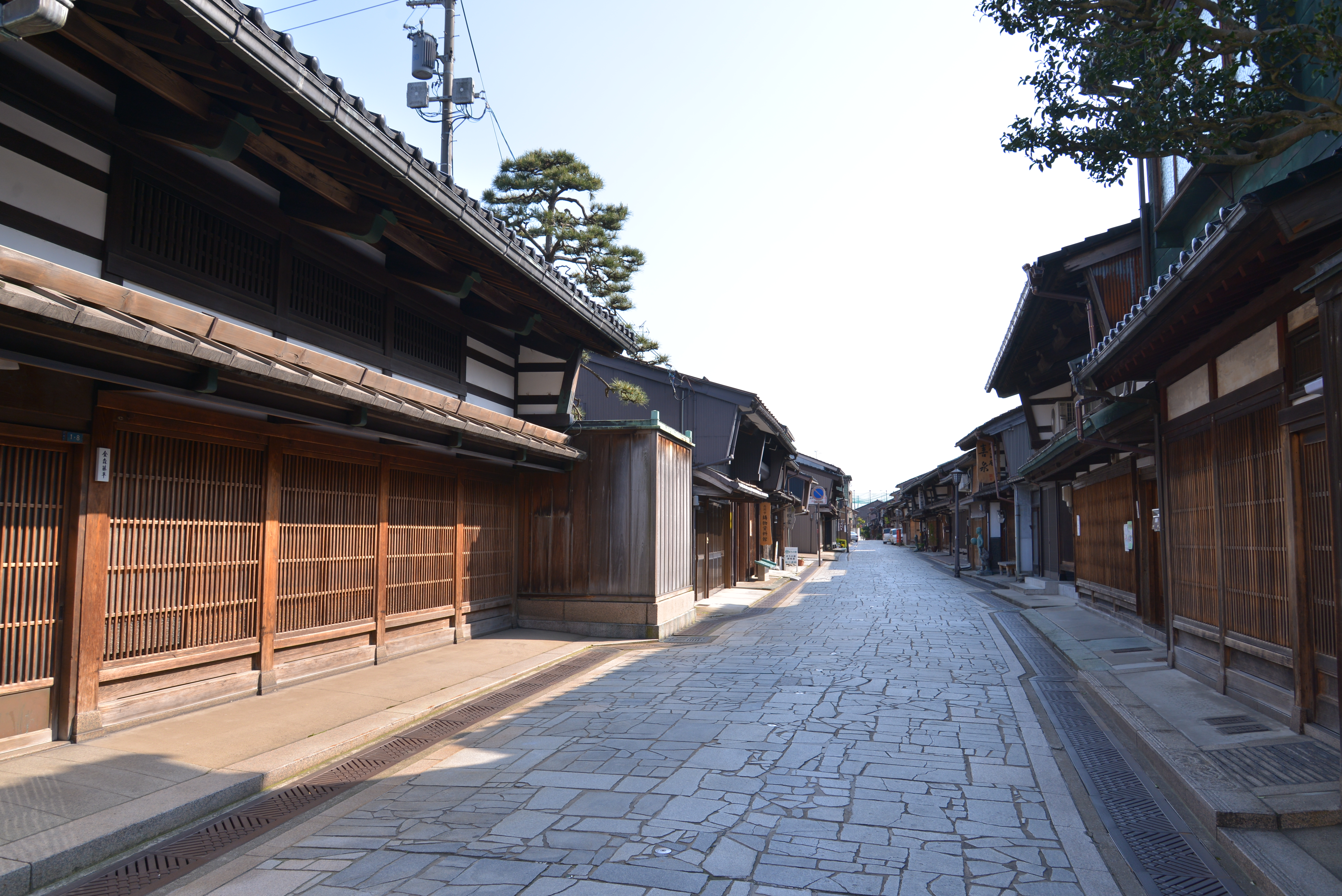
金屋町的街道景色
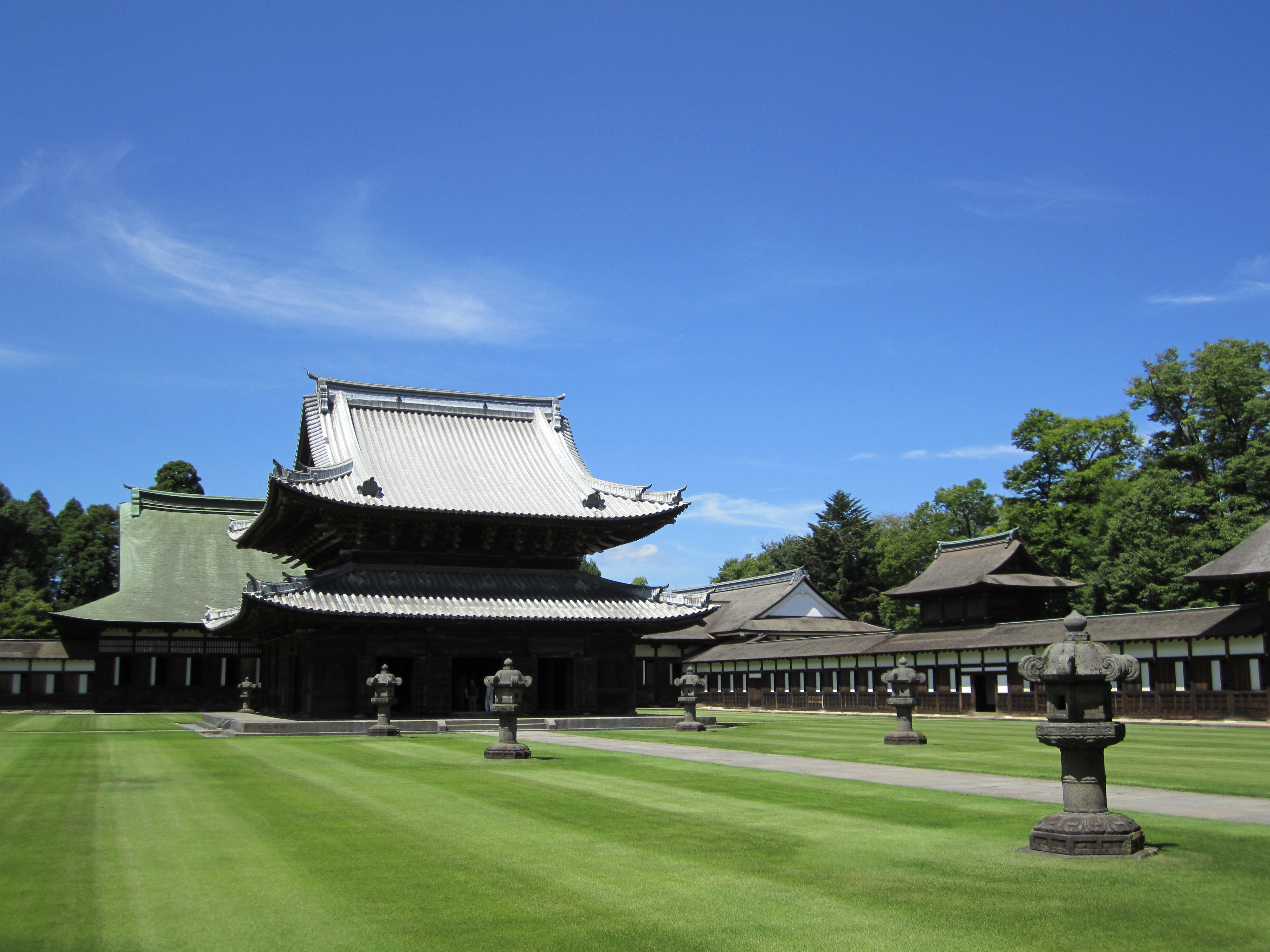
瑞龍寺
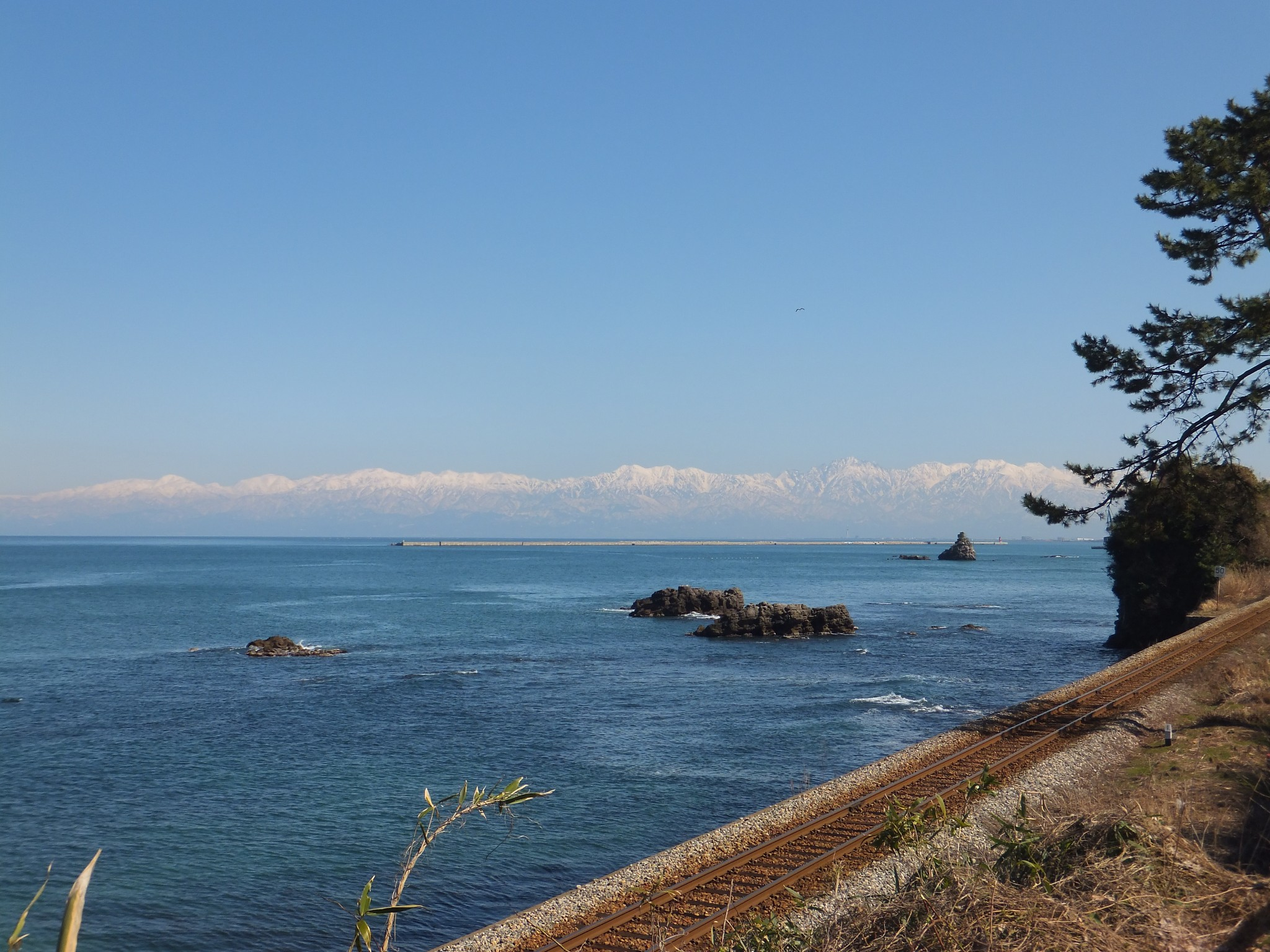
自雨晴海岸越過富山灣看見的立山連峰

## 教育
在高岡市南部的戶出地區有1989年成立的高岡法科大學，為僅設有法學院的大學，也是北信越地方第一所設立法學院的私立大學。
過去在市區北側的二上町地區還曾有高冈短期大学，以產業工藝及資訊課程為主，在2005年與富山大學整併後，現在成為富山大學的高岡校區，高岡校區內以藝術文化學部為主。

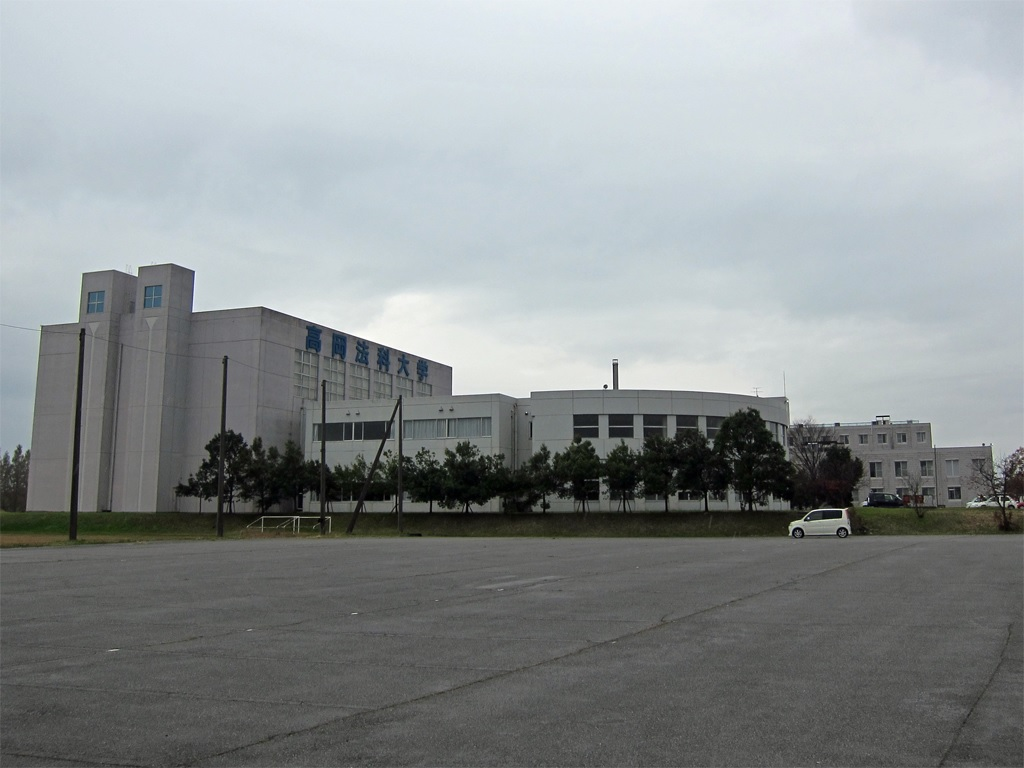
高岡法科大學
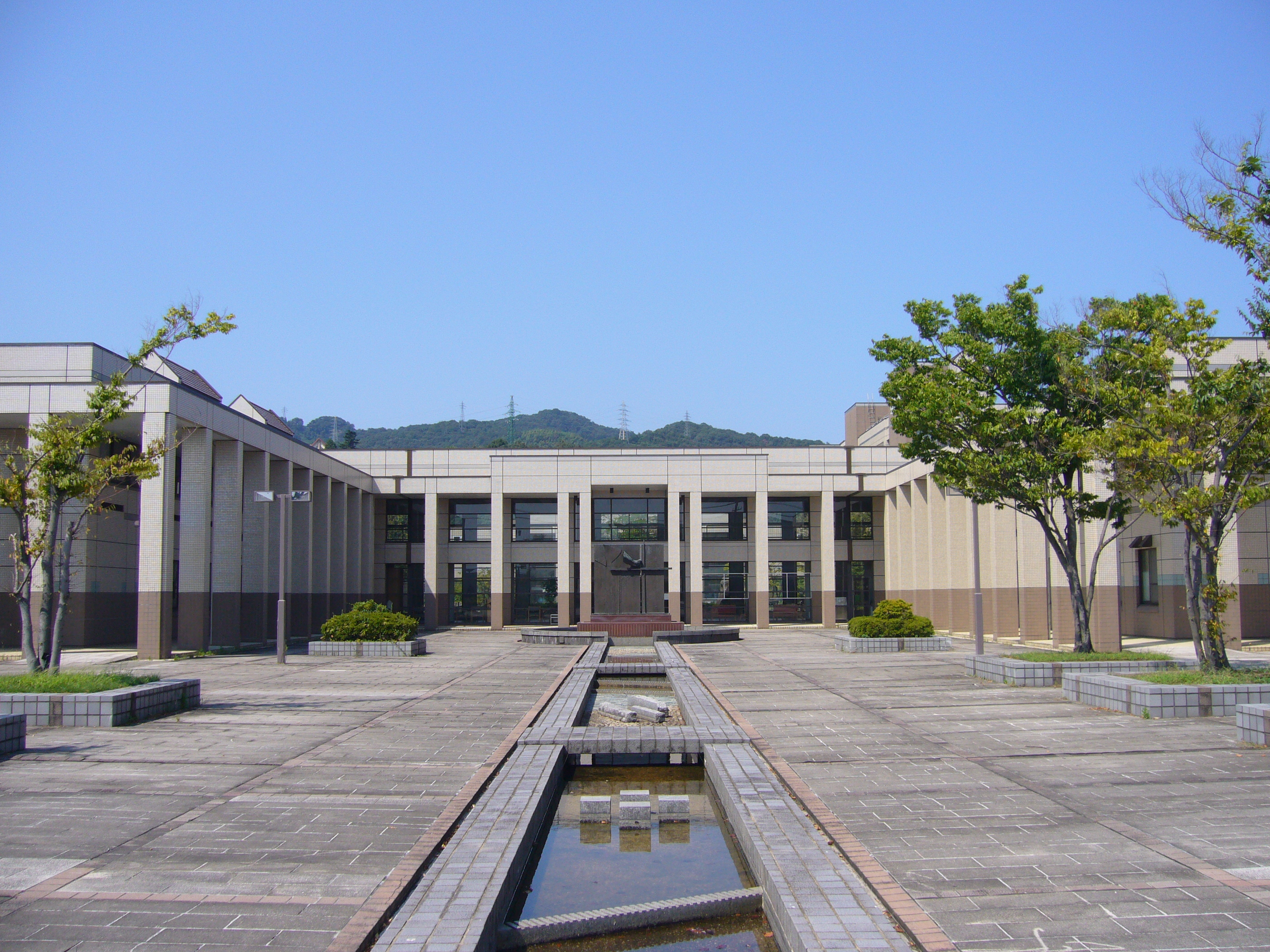
富山大學高岡校區

## 姊妹、友好城市

### 海外
- 米兰多波利斯 （巴西圣保罗州）
兩地於1974年締結為姊妹城市。[2]
- 韋恩堡（美國印第安纳州艾倫郡）
兩地於1977年締結為姊妹城市。[2]
- 锦州市（中國辽宁省）
兩地於1985年締結為友好城市。[2]

## 外部連結
- （日語） 高岡市的Facebook專頁
- （日語） 高岡市的X（前Twitter）
- （日語） 高岡市觀光指南 （页面存档备份，存于）
  - （繁體中文） 高岡市旅遊門戶網站 （页面存档备份，存于）
  - （简体中文） 高岡市旅遊門戶網站 （页面存档备份，存于）